# Sascha Möbius
Sascha Möbius (* 12. Juli 1968 in Düsseldorf) ist ein deutscher Historiker.
Von 1994 bis 2001 studierte er Geschichte und Anglistik an den Universitäten Hannover, Magdeburg und Göttingen. Von 1997 bis 1999 erhielt er durch das Land Sachsen-Anhalt einen Forschungsauftrag zur ehemaligen Untersuchungshaftanstalt des Ministeriums für Staatssicherheit am Moritzplatz in Magdeburg. 2001 schloss er in Göttingen mit dem Magister Artium ab. Von 2001 bis 2003 war er Wissenschaftlicher Mitarbeiter an der Universität Potsdam. 2003 wurde er Mitarbeiter der Redaktion der gleichnamigen Zeitschrift des Arbeitskreises Militär und Gesellschaft in der Frühen Neuzeit. Seit 2004 ist er als freischaffender Historiker tätig; er bereitete u. a. Dauerausstellungen vor. Außerdem wurde er Lehrbeauftragter des Instituts für Geschichte der Universität Magdeburg und der Helmut-Schmidt-Universität in Hamburg. 2006 folgte die Promotion („Kriege und Unruhen in der lübeckischen Chronistik und Erinnerungskultur des Spätmittelalters und der Frühen Neuzeit“) bei Hermann Wellenreuther am Historischen Seminar der Universität Göttingen. Von 2006 bis 2011 war er Leiter der Gedenkstätte Moritzplatz Magdeburg und von 2011 bis 2015 der Gedenkstätte Deutsche Teilung Marienborn.
Seine Schwerpunkte sind preußische Militärgeschichte, städtische Erinnerungskultur und die Geschichte der DDR.

## Schriften (Auswahl)
- „Grundsätzlich kann von jedem Beschuldigten ein Geständnis erlangt werden“. Die MfS-Untersuchungshaftanstalt Magdeburg-Neustadt von 1957–1970 (= Gedenkstätten und Gedenkstättenarbeit im Land Sachsen-Anhalt. H. 6). Hrsg. durch das Ministerium des Innern des Landes Sachsen-Anhalt, Magdeburg 1999 (2. Auflage 2002).
- Mehr Angst vor dem Offizier als vor dem Feind?. Eine mentalitätsgeschichtliche Studie zur preußischen Taktik im Siebenjährigen Krieg. VDM Verlag Dr. Müller, Saarbrücken 2007, ISBN 978-3-8364-4860-4.
- mit Mathias Tullner (Hrsg.): 1806. Jena, Auerstedt und die Kapitulation von Magdeburg. Schande oder Chance? Protokoll der wissenschaftlichen Tagung vom 13. bis 15. Oktober 2006 in Magdeburg (= Beiträge zur Regional- und Landeskultur Sachsen-Anhalts. H. 46). Landesheimatbund Sachsen-Anhalt, Halle 2007, ISBN 978-3-928466-99-8.
- (Mitarb.): Jutta Nowosadtko, Matthias Rogg (Hrsg.): „Mars und die Musen“. Das Wechselspiel von Militär, Krieg und Kunst in der Frühen Neuzeit (= Herrschaft und soziale Systeme in der frühen Neuzeit. Bd. 5). Lit, Berlin u. a. 2008, ISBN 978-3-8258-9809-0.
- mit Annegret Stephan (Hrsg.): Erinnern. Forschung, Bildung und die gesellschaftliche Auseinandersetzung mit politischer Verfolgung in der SBZ/DDR (= Schriftenreihe der Stiftung Gedenkstätten Sachsen-Anhalt. Bd. 2). Metropol, Berlin 2009, ISBN 978-3-940938-41-1.
- Das Gedächtnis der Reichsstadt. Unruhen und Kriege in der lübeckischen Chronistik und Erinnerungskultur des späten Mittelalters und der frühen Neuzeit (= Formen der Erinnerung. Bd. 47). V & R unipress, Göttingen 2011, ISBN 978-3-89971-898-0.